# Остен, Адольф Зигфрид фон дер
Граф (с 1768) Адольф Зигфрид фон дер Остен (дат. Adolph Sigfried von der Oste; 21 октября 1726, Сорё — 2 января 1797, Копенгаген) — датский дипломат и государственный деятель, посол Дании в России (дважды; 1756—1761, 1763—1766), Польше (1761—1763), Неаполе (ок. 1766—1770), министр иностранных дел в кабинете Струэнзе (1770—1773), кавалер русского ордена Святого Андрея Первозванного (1766) и датского ордена Слона (1783).

## Биография
Родился в 1726 году в датском городе Сорё в семье тайного советника Якоба Франца фон дер Остена (ум. 1739). Семья фон дер Остен происходила из Померании, однако давно находилась на датской службе и была известна своим датским патриотизмом.  Фон дер Остен получил превосходное домашнее образование, которое включало в себя путешествие за границу.
После возвращения в Данию фон дер Остен сперва получил сугубо придворную должность, однако уже вскоре его ум и способности обратили на себя внимание и он был определён к дипломатической службе. В 1755 году он был отправлен в Россию заместителем престарелого датского посла, камергера Йохана фон Мольцана, а после смерти последнего в Санкт-Петербурге (1756) занял его должность. 
Остен быстро завоевал репутацию одарённого дипломата, однако его непривлекательная, несмотря на молодой возраст, внешность раздражала императрицу Елизавету Петровну, которая любила находится в обществе привлекательных мужчин. «Мне, — писал Остен, — постоянно приходилось страдать из-за того, что Господь, когда сотворил меня, не учитывал вкуса русской Императрицы».
Однако, в малом дворе наследника цесаревича (будущего императора Петра III) Остен быстро нашёл себе могущественную союзницу в лице его супруги Екатерины. Екатерина ценила остроумие и надёжность Остена, который в дальнейшем стал её конфидентом, в частности, во время её романа со Станиславом Понятовским, будущим королём Польши, который гостил в то время при русском дворе.
В конечном итоге, дружба с Екатериной принесла пользу как Остену, так и Дании. Пётр III был не только наследником русского престола (а затем императором) но и сувереном Голштинии (Гольштейн-Готторпа), самого северного из германских государств, граничившего с Данией. В период своего недолгого правления он даже планировал использовать русскую армию для войны с Данией с целью расширения Голштинии. Екатерина Вторая, напротив, ненавидела не только своего супруга, но и всё, что с ним связано, в частности, Гольштейн. В результате, вскоре после своего восшествия на престол, она от имени своего малолетнего сына Павла, передала Гольштейн-Готторп Дании, а взамен получила несколько территорий, которыми одарила уже своих родственников в Германии. Так был решён пресловутый Готторпский вопрос. 
Сам же  Остен в 1761—1763 годах (то есть в период правления Петра Третьего и дворцового переворота Екатерины) в качестве датского посла находился в Варшаве, после чего вернулся на ту же должность в Санкт-Петербург. Здесь Екатерина Вторая предложила ему перейти на русскую службу, посулив высокую должность и многочисленные выгоды. Отказ Остена сделал более прохладными их отношения, тогда как среди голштинцев, остававшихся в Петербурге, он нажил себе многочисленных противников.
В 1766 году фон дер Остен покинул Россию, получив, тем не менее, от Екатерины на прощание высший российский орден Святого Андрея Первозванного (все кавалеры которого считались также и кавалерами второго по значимости ордена Святого Александра Невского). Король Станислав Понятовский, со своей стороны, наградил фон дер Остена орденом Святого Станислава. В том же году Остен был награждён и датским орденом Данеброг. В 1768 году король Польши также пожаловал Остену графский титул.
Сам же Остен был переведён на должность посла в Неаполь, где оставался до 1770 года. В 1770 году граф Бернсторф приказал ему отправиться послом в Нидерланды, но прежде чем Остен доехал от Неаполя до Гааги, Бернсторф лишился своего влияния в результате интриг лейб-медика Струэнзе, который приказал Остену возвращаться в Данию, где он в декабре того же года стал министром иностранных дел. 
Хотя Остен охотно занял этот пост, в том числе для того, чтобы насолить своему недругу Бернсторфу, его пророссийский курс вскоре вступил в прямое противоречие со взглядами Струэнзе, который более симпатизировал Швеции. В конечном итоге, отношения Остена и Струэнзе испортились настолько, что после переворота 1772 года, свергнувшего Струэнзе, Остен не был арестован и даже не сразу лишился поста министра. Тем не менее, Остен всё же был вынужден покинуть свой пост в следующем году и занять куда более скромную должность стифтамтмана в Ольборге в провинции Ютландия. Судьёй фон дер Остен оставался вплоть до 1781 года, заслужив своей честностью добрую память среди горожан. В то же время, Остен был не чужд тщеславия, и находясь в Ольборге, он добивался награждения своей персоны за прежние заслуги высшим польским орденом Белого Орла, в чём ему было отказано. 
В 1782 году фон дер Остен вернулся в Копенгаген в качестве судьи Верховного суда Дании. В 1783 году он был награждён орденом Слона. В 1788—1794 годах он был обер-бургомистром Копенгагена, после чего окончательно вышел в отставку.
Остен скончался в 1797 году в Копенгагене. Он никогда не был женат и не имел детей. Всё своё состояние (около 29 000 риксдалеров) он завещал на благотворительные цели.